# Шекин, Даниил Андреевич
Даниил Андреевич Шекин (род. 27 октября 1976) — российский легкоатлет, специалист по бегу на короткие дистанции. Выступал на профессиональном уровне в 1997—2003 годах, чемпион России в беге на 400 метров и эстафете 4 × 400 метров, победитель и призёр первенств всероссийского значения, участник ряда крупных международных стартов, в том числе чемпионата мира в Севилье. Представлял Санкт-Петербург. Мастер спорта России международного класса. Тренер по лёгкой атлетике.

## Биография
Даниил Шекин родился 27 октября 1976 года.
Занимался лёгкой атлетикой в Санкт-Петербурге, окончил Ленинградский государственный университет имени А. С. Пушкина по специальности «физическая культура и спорт».
Впервые заявил о себе на взрослом всероссийском уровне в сезоне 1997 года, когда на чемпионате России в Туле с командой Санкт-Петербурга выиграл серебряную медаль в эстафете 4 × 400 метров.
В 1998 году стал призёром на нескольких стартах в Санкт-Петербурге, в эстафете 4 × 400 метров одержал победу на чемпионате России в Москве.
В 1999 году в беге на 400 метров выиграл серебряную медаль на Мемориале братьев Знаменских в Москве, в эстафете 4 × 400 метров стал третьим на Кубке Европы в Париже. Будучи студентом, представлял Россию на Всемирной Универсиаде в Пальме, где в 400-метровой дисциплине дошёл до стадии полуфиналов. На чемпионате России в Туле с результатом 46,43 превзошёл всех соперников в беге на 400 метров и завоевал золотую награду. Благодаря череде удачных выступлений удостоился права представлять российскую сборную на чемпионате мира в Севилье — вместе с соотечественниками Дмитрием Головастовым, Валентином Кульбацким и Андреем Семёновым занял в финале эстафеты 4 × 400 метров пятое место. Также в этом сезоне выступил на Всемирных военных играх в Загребе, где в той же дисциплине выиграл серебряную медаль.
На чемпионате России 2000 года в Туле показал шестой результат в беге на 400 метров.
Завершил спортивную карьеру по окончании сезона 2003 года.
За выдающиеся спортивные достижения удостоен почётного звания «Мастер спорта России международного класса».
Впоследствии работал тренером в Академии лёгкой атлетики Санкт-Петербурга.

## Семья
Жена — Екатерина Бахвалова (род.1972), легкоатлетка, чемпионка мира по бегу.
Сын — Кирилл Бахвалов (2000—2018), занимался легкой атлетикой.